# Úlpia (gente)
Úlpia (em latim: Ulpia; pl. Ulpii) foi uma antiga família romana (gente) que ganhou proeminência no século I Esta gens é mais conhecida por causa do imperador romano Trajano (r. 98-117), que se chamava Marco Úlpio Trajano. A Legio XXX Ulpia Victrix emprestou seu nome, Úlpia, desta gens.

## Origem dagens
Os ancestrais dos Úlpios eram colonos romanos na Hispânia. Pouco se sabe sobre eles, exceto que eram ligados com a família dos Élios, que também se assentaram na região. A tia de Trajano era avó de Adriano. De acordo com um relato, os Úlpios eram originários de Tuder, na Úmbria setentrional, onde de fato há evidências de uma família com este nome. O nome da própria família pode ter derivado de um cognato umbriano para a palavra latina lupus, que significa "lobo".

## Membros da gente
- Marco Úlpio Trajano, cônsul sufecto c. 70 d.C., pai do imperador Trajano.[4]
- Úlpia, tia de Trajano, casou-se com Élio Adriano Marulino e era avó de Adriano.[4]
- Trajano, cônsul em 91; foi subsequentemente adotado pelo imperador romano Nerva e o sucedeu, reinando entre 98 e 117.
- Úlpia Marciana, irmã de Trajano, casou-se com Caio Salônio Matídio Patruíno.[4]
- Úlpio Marcelo, um jurista durante os reinados de Antonino Pio e Marco Aurélio.
- Úlpio Marcelo, provavelmente filho do jurista (acima), governador da durante o reinado de Cômodo.
- Úlpio Marcelo, provavelmente o mesmo Úlpio que governava a Britânia (acima), embora algumas incertezas na cronologia tenham levado os especialistas a acreditarem que ele teria tido um filho de mesmo nome.
- Úlpio Juliano, prefeito pretoriano sob Macrino, foi enviado para sufocar a revolta de Heliogábalo, mas acabou morto por suas próprias tropas em 218.[6][7][8]
- Úlpia Gordiana, mãe de Gordiano I.
- Úlpio Crinito, um general do exército de Valeriano e cônsul sufecto em 257, adotou Aureliano, o imperador entre 270 e 275.[9]
- Úlpia Severina, esposa do imperador Aureliano, é possível que ela seja uma filha de Úlpio Crinito.
- Úlpio Cornélio Leliano, um dos "Trinta Tiranos", se rebelou contra Póstumo e proclamou-se imperador em 269 durante o reinado de Galiano, mas acabou assassinado em Mogoncíaco uns dois meses depois.[10][11][12][13][14]